# Distrito de La Jalca
El distrito de La Jalca es uno de los veintiún distritos de la Provincia de Chachapoyas, ubicada en el Departamento de Amazonas, en el norte del Perú. Limita por el norte con el distrito de Magdalena; por el este con la provincia de Rodríguez de Mendoza; por el sur con el distrito de Mariscal Castilla y; por el oeste con la provincia de Luya.

## Historia
El distrito fue creado en la época de la independencia[cita requerida].

## Geografía
Abarca una superficie de 380.39 km² y tiene una población estimada mayor a 5 000 habitantes. Su capital es el centro poblado de La Jalca o Jalca Grande.
Jalca Grande, ubicado en la margen derecha del río Utcubamba, entre Tingo y Leimebamba es, sin lugar a dudas, uno de los pueblos más pintorescos y tradicionales de la región. Destacan sus típicas casas de adobe y techos de paja en forma de cono. 

### Pueblos y caseríos del distrito
- Huacas
- Buiquil
- Pengote
- Quillunyaa
- Coyqueta
- Quelucas
- Yerbabuena
- Zuta
- Nueva Esperanza
- Nueva Unión
- Triunfo
- Quimbaleran
- Alonso de Alvarado

Nuevo huacas
- Itamarati
- Ubilón
- Progreso

## Autoridades

### Municipales
- 2023 - 2026[1]
  - Alcalde: Ezequiel Salon Culqui, de Sentimiento Amazonense Regional.

## Atractivos turísticos
Erigido sobre los restos de una antigua ciudadela prehispánica, constituye un singular rincón colonial que parece haber sido atrapado en el pasado. Destaca su iglesia, construida en el siglo XVI íntegramente de piedra, su enorme campanario de laja y su techo a dos aguas y un pequeño museo que alberga una interesante colección de piezas de cerámica y utensilios líticos de la cultura Chachapoyas, así como curiosas vestimentas de los religiosos que visitaron el pueblo (algunas de varios siglos de antigüedad).
Tiene como principales sitios turísticos la torre de la Jalca, Tolape, el museo de la Jalca, su paisaje turístico y sus ríos. 